# 長岡市立新町小学校
長岡市立新町小学校（ながおかしりつ あらまちしょうがっこう）は、新潟県長岡市にある公立小学校である。

## 概要
長岡市北部にあり、学校周辺は住宅街が広がっている。また、校区内は北部工業地域があるため工場が多い。
- 所在地 - 新潟県長岡市西新町2-2-7

## 沿革
- 1872年6月 - 新町・石内・蔵王・堀金・永田の6か村組合立で、西新町長福寺に仮校舎として創立
- 1873年11月 - 古志郡第16大区小第29番小学校と称する
- 1905年9月 - 新町蔵王合併小学校を神田小学校に改称する
- 1935年4月 - 神田小学校から分離、長岡市立新町尋常小学校と称す
- 1945年8月 - 長岡空襲により校舎焼失
- 1946年4月 - 神田国民学校と合併（1948年4月 神田小学校と分離）
- 「2015」開校80周年

## 年間行事
2学期制を採用しているので、10月上旬までが1学期となる。
- 4月 - 入学式・新任式・1年生を迎える会
- 5月 - 5・6年生社会科校外学習・自転車教室
- 6月 - 運動会・6年生修学旅行（会津若松方面）・プール開き
- 7月 - ダンスフェスタ
- 9月 - 長岡市親善陸上大会6年
- 10月 - 1学期終業式・秋休み・2学期始業式・遠足
- 11月 - 校内音楽祭
- 1月 - 大縄跳び大会
- 2月 - 6年生を送る会
- 3月 - 卒業式・2学期終業式・離任式